# Beata Bodzioch
Beata Bodzioch (ur. 18 lutego 1964 w Kielcach) – polska muzykolog, dr hab. nauk humanistycznych, adiunkt w Instytucie Nauk o Sztuce (kierunek Muzykologia) Wydziału Nauk Humanistycznych Katolickiego Uniwersytetu Lubelskiego Jana Pawła II.

## Życiorys
W 1994 r. ukończyła studia w zakresie muzykologii na Katolickim Uniwersytecie Lubelskim, a w 2005 r. na tejże uczelni obroniła rozprawę doktorską pt. Antyfonarze Andrzeja Piotrkowczyka z lat 1600-1645 jako przekaz polskich tradycji liturgiczno-muzycznych na przykładzie oficjów rymowanych. Studium źródłoznawczo-muzykologiczne wykonaną pod kierunkiem ks. prof. Ireneusza Pawlaka. W 2015 r. na Wydziale Nauk Historycznych i Pedagogicznych Uniwersytetu Wrocławskiego uzyskała stopień doktora habilitowanego na podstawie pracy zatytułowanej Cantionale ecclesiasticum na ziemiach polskich w XIX i XX wieku.
Została zatrudniona na stanowisku adiunkta w Instytucie Muzykologii na Wydziale Teologii KUL.